# Clean Up Your Own Backyard
Clean Up Your Own Backyard è un brano musicale interpretato da Elvis Presley, scritto da Billy Strange e Mac Davis. Venne pubblicato solo come singolo nel 1969 con il brano The Fair Is Moving On sul lato B e non fu incluso in alcun album. La canzone è contenuta nella colonna sonora del film Guai con le ragazze, e solo successivamente venne inclusa nell'album Almost in Love del 1970.

## Registrazione
La canzone fu incisa il 23 agosto 1968 presso lo United Artists Recorders, a Hollywood.
La take che fu scelta per il master fu la numero 6. Inoltre, ci furono delle sovraincisioni i giorni 7 e 8 maggio nello studio della RCA a Nashville.
In un secondo momento con data non disponibile, fu aggiunto il coro dei Blossoms.

## Cover
La canzone è stata reinterpretata da Nat Stuckey, O.C. Smith, Tom Green, Jennifer Scott, Sue Moreno, Darrel Higham & The Enforcers e Lee Birchfield.